# Haploglossa barberi
Haploglossa barberi är en skalbaggsart som först beskrevs av Adelbert Fenyes 1921.  Haploglossa barberi ingår i släktet Haploglossa och familjen kortvingar. Inga underarter finns listade i Catalogue of Life.